# Landtagswahlkreis Ballenstedt
Der Landtagswahlkreis Ballenstadt (Wahlkreis 33) ist ein ehemaliger Landtagswahlkreis in Sachsen-Anhalt. Der Wahlkreis umfasste  zuletzt vom Landkreis Quedlinburg alle Gemeinden außer die Gemeinden Ditfurt, Hausneindorf, Hedersleben, Heteborn, Neinstedt, Quedlinburg, Thale, Warnstedt, Weddersleben, Wedderstedt und Westerhausen und vom Landkreis Sangerhausen die Gemeinden Bennungen, Berga, Breitenstein, Breitungen, Brücken (Helme), Dietersdorf, Drebsdorf, Hackpfüffel, Hainrode, Hayn (Harz), Kelbra (Kyffhäuser), Kleinleinungen, Martinsrieth, Questenberg, Riethnordhausen, Roßla, Rottleberode, Schwenda, Stolberg (Harz), Tilleda (Kyffhäuser), Uftrungen, Wallhausen und Wickerode. Der Wahlkreis wurde 1994 eingerichtet und bestand für drei Landtagswahlen bis zur Wahl 2002. Zur Landtagswahl 2006 ging sein Gebiet in den Wahlkreisen Sangerhausen und Quedlinburg auf.

## Wahl 2002
Bei der Landtagswahl in Sachsen-Anhalt 2002 waren 42.275 Einwohner wahlberechtigt; die Wahlbeteiligung lag bei 59,3 %. Wolfgang Gurke gewann das Direktmandat für die CDU.
| Bewerber         | Partei        | Erststimmen in % | Zweitstimmen in % |
| ---------------- | ------------- | ---------------- | ----------------- |
| Wolfgang Gurke   | CDU           | 39,6             | 38,2              |
| Matthias Höhn    | PDS           | 19,3             | 18,3              |
| Andreas Steppuhn | SPD           | 19,4             | 19,3              |
| -                | GRÜNE         | -                | 1,3               |
| Werner Grundmann | FDP           | 21,7             | 15,4              |
| –                | Schill-Partei | –                | 4,8               |
| –                | Sonstige      | –                | 2,7               |

## Wahl 1998
Bei der Landtagswahl in Sachsen-Anhalt 1998 waren 42.198 Einwohner wahlberechtigt; die Wahlbeteiligung lag bei 73,8 %. Bianka Kachel gewann das Direktmandat für die SPD.
| Bewerber         | Partei   | Erststimmen in % | Zweitstimmen in % |
| ---------------- | -------- | ---------------- | ----------------- |
| Bernhard Ritter  | CDU      | 27,6             | 24,2              |
| Ekkehard Mewitz  | PDS      | 18,7             | 16,6              |
| Bianka Kachel    | SPD      | 40,7             | 37,4              |
| Mike Fricke      | GRÜNE    | 3,1              | 2,4               |
| Werner Grundmann | FDP      | 9,9              | 5,2               |
| –                | DVU      | –                | 12,4              |
| –                | Sonstige | –                | 1,8               |

## Wahl 1994
Bei der Landtagswahl in Sachsen-Anhalt 1994 waren 41.515 Einwohner wahlberechtigt; die Wahlbeteiligung lag bei 56,5 %. Bernhard Ritter gewann das Direktmandat für die CDU.
| Bewerber          | Partei         | Erststimmen in % | Zweitstimmen in % |
| ----------------- | -------------- | ---------------- | ----------------- |
| Bernhard Ritter   | CDU            | 37,8             | 38,4              |
| Heike Jehnichen   | PDS            | 14,8             | 14,4              |
| Jürgen Geffert    | SPD            | 31,3             | 34,8              |
| Mario Hennig      | GRÜNE          | 5,8              | 4,2               |
| Ulrich Franke     | FDP            | 9,6              | 5,3               |
| Hartmut Rienäcker | Einzelbewerber | 0,7              | -                 |
| –                 | Sonstige       | –                | 2,9               |